# Тигран Вардан Мартиросян
Тигран Вардан Мартиросян  (вірм. Տիգրան Վ. Մարտիրոսյան, 3 березня 1983) — вірменський важкоатлет, олімпійський медаліст. Заслужений майстер спорту Вірменії.

## Виступи на Олімпіадах
| Олімпіада  | Дисципліна            | Місце |
| ---------- | --------------------- | ----- |
| Афіни 2004 | легка важка категорія | 7     |
| Пекін 2008 | легка важка категорія | 3     |